# Olimpia Maidalchini
Olimpia Maidalchini, nota come Donna Olimpia, principessa di San Martino al Cimino, o anche, popolarmente, la Pimpaccia (Viterbo, 26 maggio 1592 – San Martino al Cimino, 26 settembre 1657), è stata una delle protagoniste della storia di Roma nel XVII secolo.

## Biografia
Figlia di un appaltatore viterbese, originario di Acquapendente, il capitano Sforza Maidalchini, e di Vittoria Gualterio, Olimpia era stata destinata dal padre al convento insieme alle sue due sorelle, in quanto erede designato doveva essere il loro unico fratello. Tuttavia rifiutò di prendere i voti e accusò di tentata seduzione il direttore spirituale incaricato di convincerla ad abbracciare la vita monastica; lo scandalo che ne seguì procurò all'ecclesiastico la sospensione a divinis, ma qualche anno dopo la stessa Olimpia, che nel frattempo si era imparentata con la famiglia del pontefice regnante, lo fece nominare vescovo. Olimpia si sposò quindi in giovane età con Paolo Nini, un facoltoso borghese che la lasciò vedova dopo solo tre anni di matrimonio.

### Lapapessa
La giovane donna, di natura ambiziosa e avida, ed estremamente volitiva, scelse come secondo marito un romano di famiglia nobile ma impoverita, più vecchio di lei di 27 anni, Pamphilio Pamphilj (1564-1639), che sposò nel 1612.
Questi la introdusse nella società romana e, soprattutto, la imparentò con suo fratello Giovanni Battista, brillante avvocato di curia e futuro papa Innocenzo X.

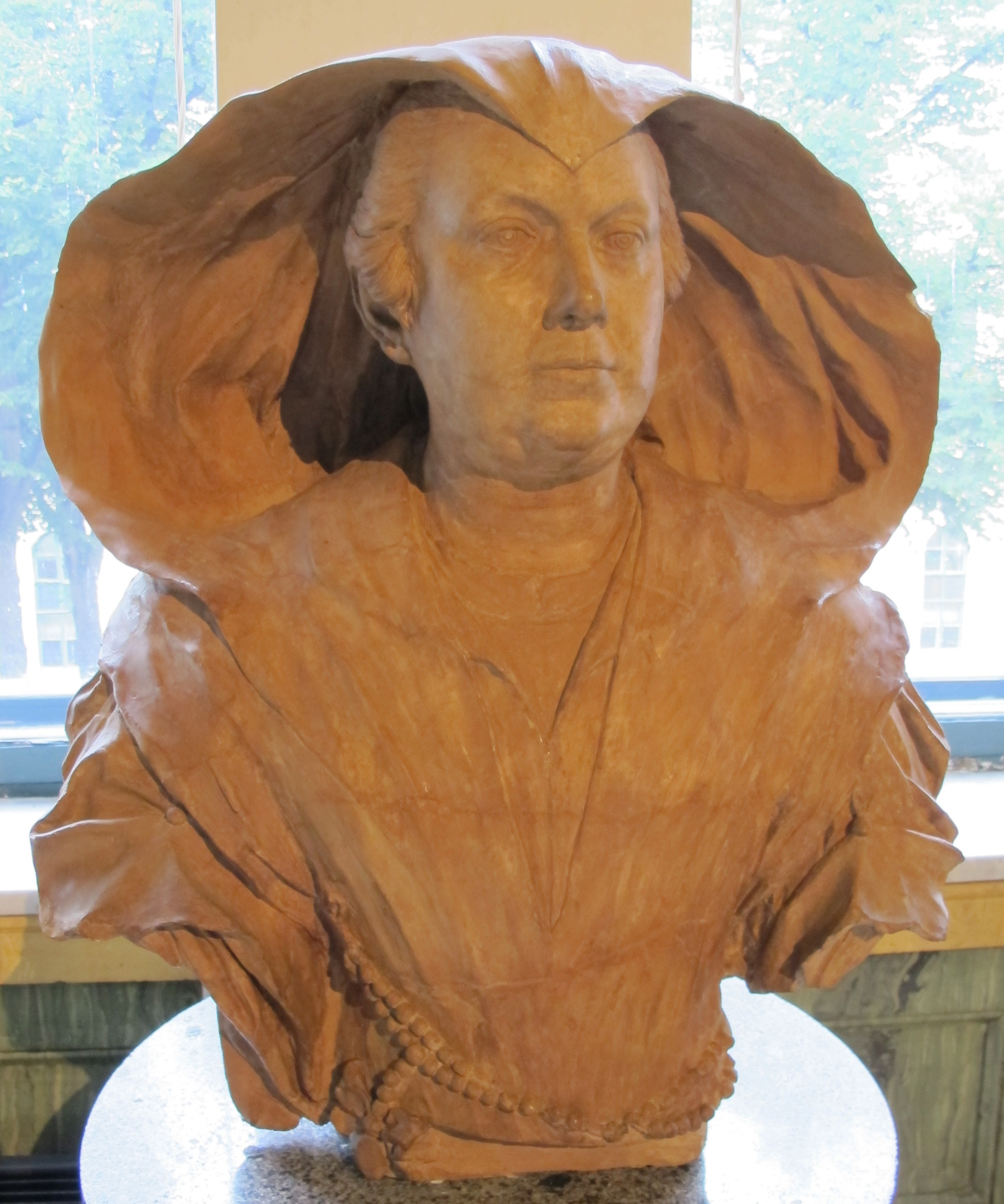
Alessandro Algardi, busto di Olimpia Pamphili, Ermitage

La presenza di Olimpia (e il suo sostegno economico) accompagnò la carriera del cognato Giovanni Battista Pamphilj fino al conclave e oltre, perfino sul soglio di Pietro, e non fu una presenza discreta: tutta Roma, a cominciare da Pasquino, parlava e sparlava di come donna Olimpia apparisse molto più legata al cognato che al marito, di come chiunque volesse arrivare all'ecclesiastico Pamphilj, dovesse passare attraverso la cognata, e di come costassero cari i suoi favori.
È certo che, così com'era stata la principale artefice dell'elezione a Papa del cognato, quando questa fu conclusa Olimpia divenne la dominatrice indiscussa e assoluta della corte papale e di tutta Roma, acquisendo così grande potere e ingenti ricchezze, tanto da essere chiamata ironicamente la papessa.

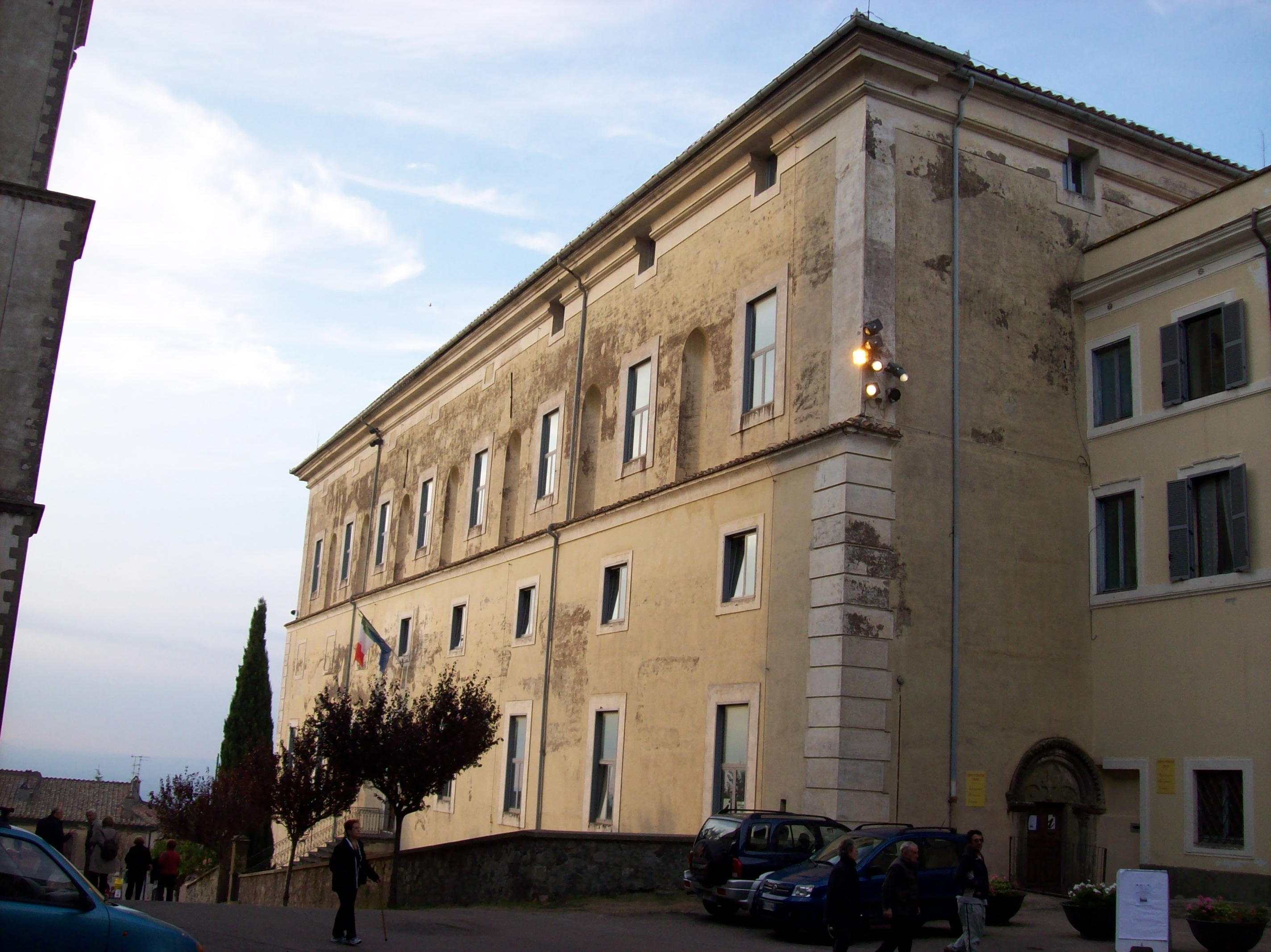
Palazzo Doria Pamphili a San Martino al Cimino, residenza della principessa Olimpia in cui morì

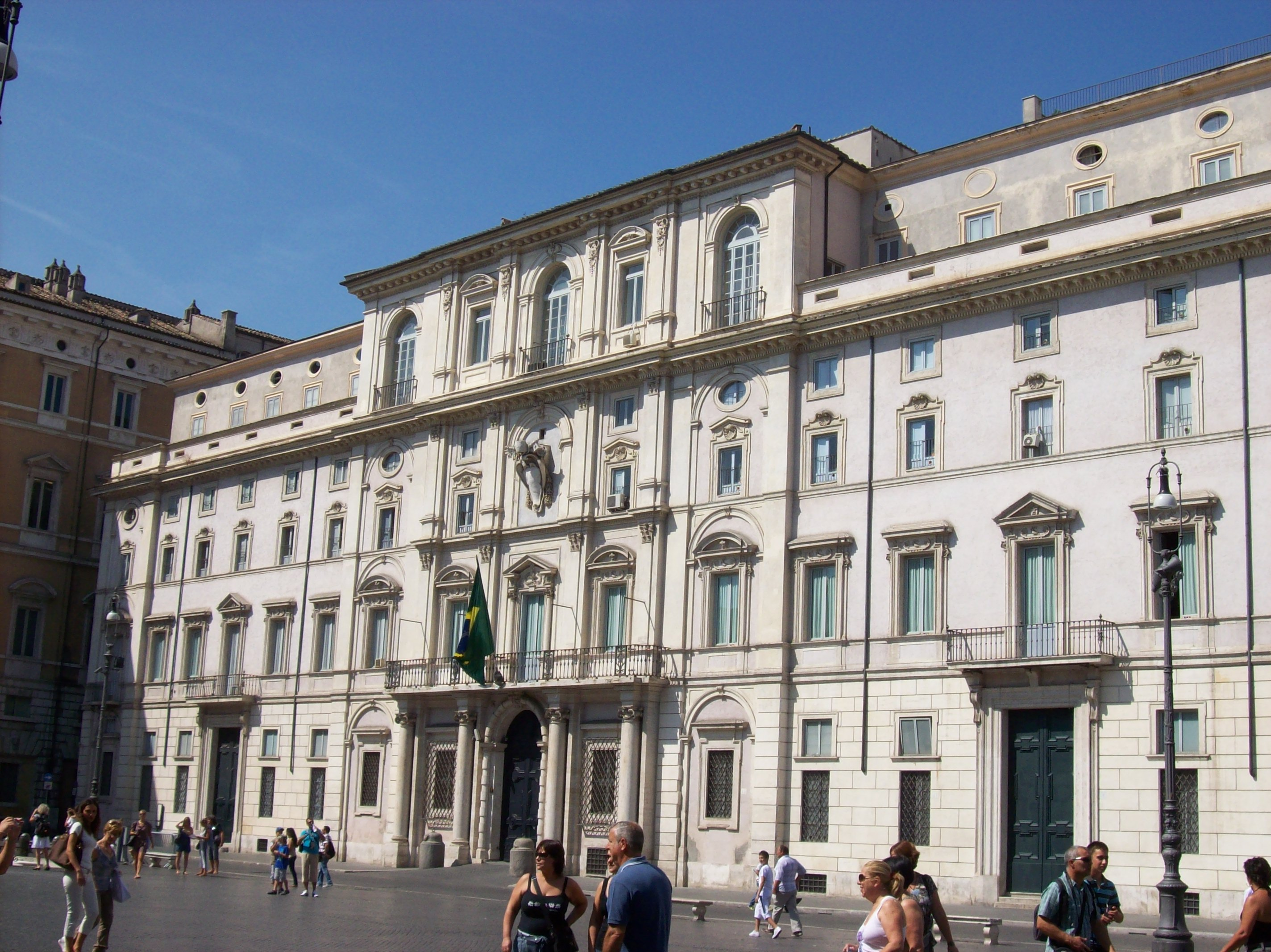
Palazzo Pamphilj, Roma

Rimasta vedova nel 1639 di Pamphilio, ricevette dal cognato Papa nel 1645 le terre appartenute alla ormai chiusa (1564) abbazia di San Martino al Cimino e i relativi edifici, in rovina, del complesso abbaziale, il titolo di principessa di San Martino al Cimino e feudataria di Montecalvello, Grotte Santo Stefano e Vallebona. Olimpia - che già godeva di una residenza a Viterbo - prese a cuore il rinnovo del blasone di San Martino e assecondata da esperti (fece intervenire anche il Borromini da Roma), restaurò completamente la chiesa aggiungendovi due torri come contrafforti, fece erigere un palazzo di grandi dimensioni sulle rovine delle strutture monastiche e vegliò anche sulla ricostruzione e riorganizzazione del borgo, che andava dalla porta di levante (direzione Roma) a quella occidentale (direzione Viterbo), affidando all'architetto militare Marcantonio De Rossi (padre di Mattia De Rossi, lo stesso che aveva realizzato l'intera cinta gianicolense) il disegno delle mura perimetrali, delle porte e delle abitazioni, non dimenticando altre strutture pubbliche quali lavatoi, forni, macelli, teatro e piazza pubblica.
Il figlio di Donna Olimpia, Camillo Pamphilj, fu nominato dallo zio generale della Chiesa, comandante della flotta e gli fu dato il governo di Borgo. Poi il giovane nipote sembrò interessarsi alla vita ecclesiastica e fu posto a fianco del cardinale segretario di Stato Giovanni Giacomo Panciroli e, nel 1644, nominato cardinale egli stesso. Ma Camillo Pamphilj successivamente conobbe Olimpia Aldobrandini, giovane vedova del principe Paolo Borghese (1624 - 1646) e nonostante il parere contrario della madre, ottenuta la necessaria dispensa papale, la sposò abbandonando così la porpora cardinalizia (1647). Il Papa accettò il matrimonio, ma temendo conflitti tra le due Olimpie, mandò i novelli sposi a vivere a Frascati. Li richiamò a Roma alcuni anni dopo, quando forse, trovando difficile arginare l'influenza ingombrante di Olimpia Maidalchini, pensò di contrastarne l'arroganza avvicinandole un'altra donna dal carattere forte come Olimpia Aldobrandini. Le due Olimpie effettivamente vennero a forti contrasti, ma fu sempre Olimpia Maidalchini ad avere la meglio e restare unica signora alla corte pontificia.
Nel 1647 favorì la nomina del nipote, Francesco Maidalchini a cardinale.
Negli ultimi anni di vita del Pontefice, Olimpia vendette benefici ecclesiastici e falsificò atti, grazie alla complicità del sottodatario Francesco Canonici detto Mascambruno, che si diceva essere suo amante, per l'importo di 500.000 scudi. A nulla valsero le denunce del cardinale Domenico Cecchini, datario del Papa, che ne aveva scoperto le trame.
Intervenne allora direttamente il cardinale Fabio Chigi, segretario di Stato, stanco insieme a tutta la Curia dello strapotere e degli illeciti della principessa, che denunciò Mascambruno e lo fece condannare a morte.

### La caduta in disgrazia
Il successore di Innocenzo X fu proprio Fabio Chigi che, preso il nome di Alessandro VII, tra i suoi primi atti esiliò Olimpia in perpetuo dall'Urbe. Ella, che aveva dimorato per anni nel palazzo Pamphilj in piazza Navona e in quello di via del Corso, scappò in fretta da Roma, chiudendosi nelle sue proprietà viterbesi.
Alla morte di Innocenzo X, il 7 gennaio 1655, si disse che:
La sua influenza sul cognato pontefice era tale che ogni decisione importante era comunque sotto il suo vaglio. Un libello pubblicato a Ginevra nel 1667 da certo A. Gualdi (verosimilmente pseudonimo del poligrafo Gregorio Leti) Vita di Donna Olimpia Maidalchini, tradotto in più lingue, insinua malignamente che Olimpia sia stata l'amante di papa Innocenzo X, ma la storiografia moderna ha ritenuto questa ipotesi come «pura fantasia».
Si disse che la sua beneficenza fosse sempre interessata: che la protezione assicurata alle cortigiane mascherasse una vera e propria organizzazione del traffico della prostituzione,  che i comitati caritatevoli per l'assistenza ai pellegrini del Giubileo del 1650 fossero organizzati a scopo di lucro, che il Bernini, allora in disgrazia, avesse ottenuto la commessa per la fontana dei Quattro Fiumi di piazza Navona solo per aver fatto omaggio alla Pimpaccia di un modello in argento alto un metro e mezzo del lavoro che voleva eseguire.

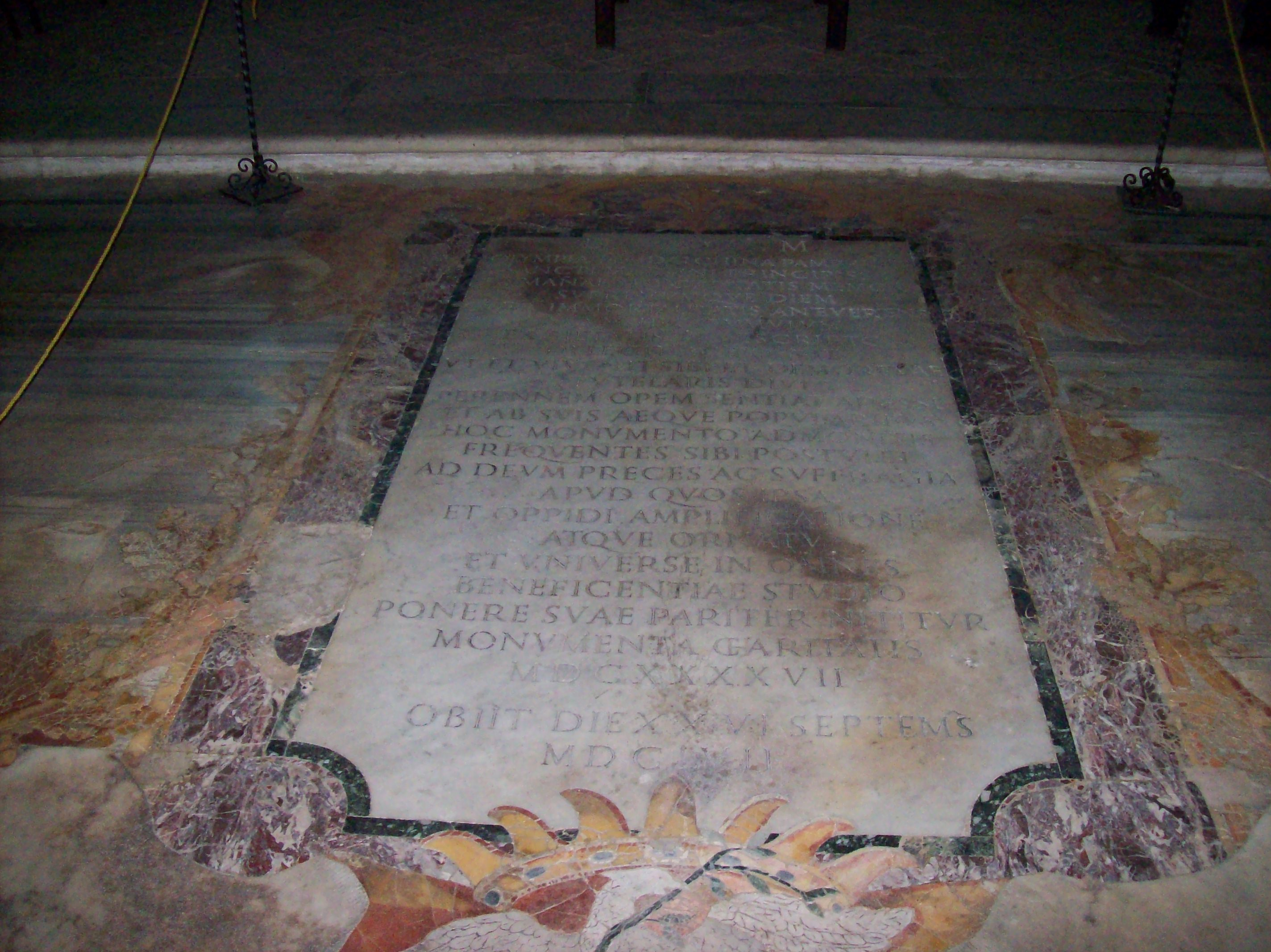
La tomba di donna Olimpia nell'abbazia di San Martino al Cimino

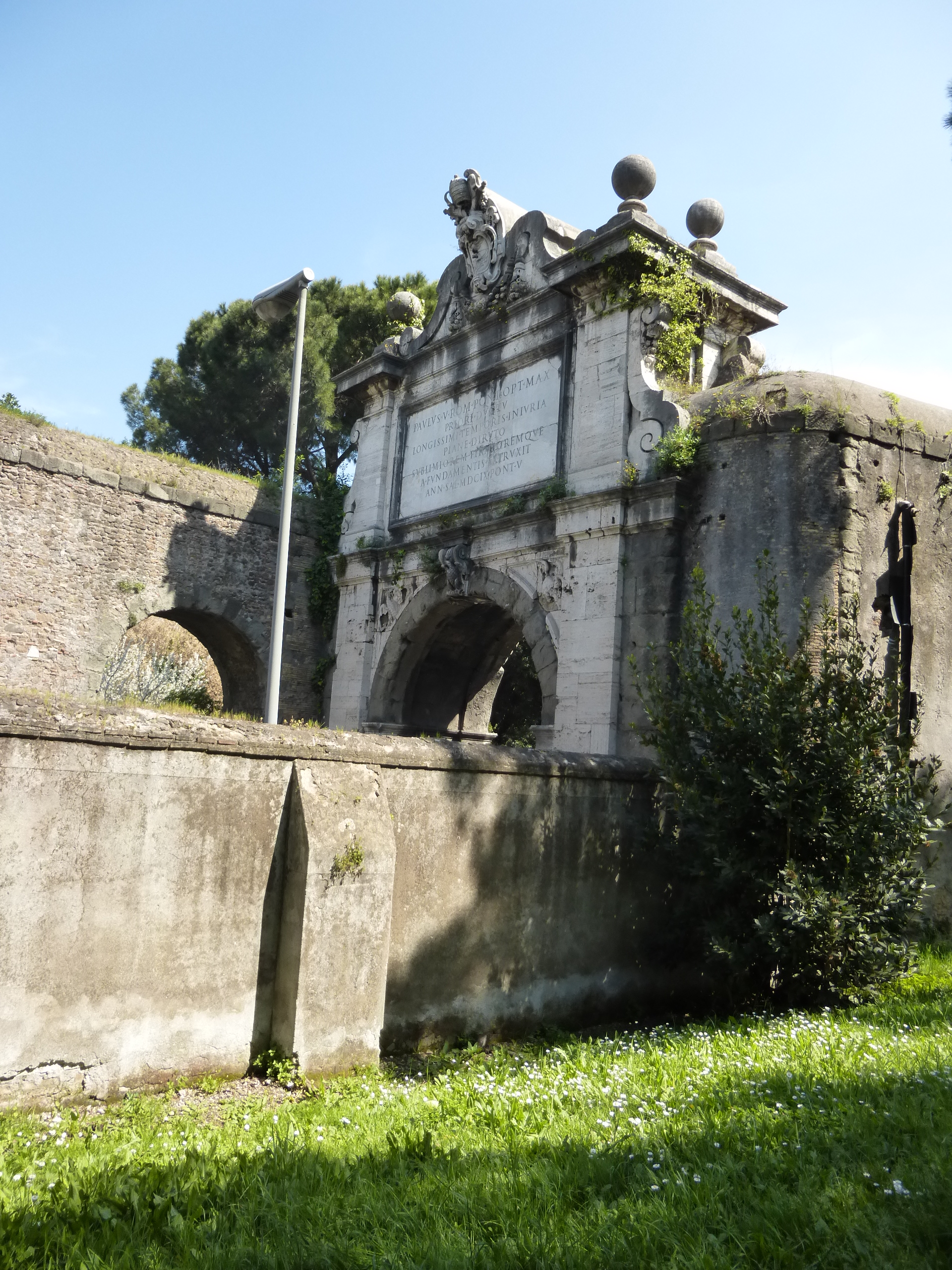
L'arco di Tiradiavoli

Fuggita dunque da Roma dopo la morte del Papa nel 1655, la Curia tentò di rientrare almeno in parte in possesso delle ricchezze accumulate da donna Olimpia ai danni dello Stato Pontificio, ma inutilmente. Anche le spese per le esequie di Innocenzo X furono evitate, e solo tardivamente il nipote Camillo, ravveduto, fece erigere un monumento funebre a suo zio nella chiesa di Sant'Agnese in Agone, già cappella palatina della famiglia, in piazza Navona.
Donna Olimpia morì in esilio e di peste nel suo feudo di San Martino al Cimino nel 1657, lasciando in eredità due milioni di scudi. Fu sepolta sotto la navata centrale dell'abbazia di San Martino al Cimino.

## Donna Olimpia nella cultura di massa
Caratteristica della figura di donna Olimpia è che gli eccessi che le furono attribuiti erano soprattutto relativi a un'ossessiva avidità di denaro e di potere, all'epoca data per scontata negli uomini ma molto rara, in maniera così esplicita e prevalente, nelle donne.
Tra le pasquinate rimaste celebri sul suo conto, si ricorda la seguente: «Per chi vuol qualche grazia dal sovrano / aspra e lunga è la via del Vaticano / ma se è persona accorta / corre da donna Olimpia a mani piene / e ciò che vuole ottiene. / È la strada più larga la più corta» (a proposito della gestione, da parte della donna, dell'Erario Pontificio), o anche: «Chi dice donna, dice danno / chi dice femmina, dice malanno / chi dice Olimpia Maidalchina, dice danno malanno e rovina»; e inoltre: Olimpia aveva un maestro di camera di nome Fiume; inoltre, occorre rammentare l'usanza, a quei tempi, di indicare le piene del Tevere con una lapide e l'indice della mano puntato all'altezza del livello raggiunto dalle acque. Un giorno fu trovato sul busto di Pasquino un disegno raffigurante una donna nuda, senza nessun dubbio somigliante ad Olimpia Maidalchini, e una mano con l'indice puntato all'altezza del sesso e la scritta: "Fin qui arrivò Fiume".
Una leggenda vuole che il 7 gennaio, giorno dell'anniversario della morte di Innocenzo X, la Pimpaccia corresse ancora per le strade del centro di Roma su una carrozza in fiamme, dal palazzo di piazza Navona, attraversando ponte Sisto, per andare a sprofondare nel Tevere con i tesori che aveva accumulato, o semplicemente per spaventare i passanti nottambuli. Fino al 1914 esisteva, fuori porta San Pancrazio nei pressi di villa Pamphili, una via Tiradiavoli, così denominata perché si diceva (secondo un'altra versione della leggenda) che lo stesso carro di fuoco la percorresse di gran carriera per portare la temuta principessa alla villa papale, e che i diavoli vi avessero aperto una voragine per riportarla all'inferno con il carro e tutto il resto.
Nel 1644 lo scrittore Pompeo Colonna compose e mise in scena un dramma, Il ratto di Proserpina, in suo onore.

## Discendenza
Olimpia ebbe con il marito Pamphilio due figlie e un figlio:
- Anna Maria Flaminia (1619 – 31 ottobre 1684[16]), sposò Andrea Giustiniani, I principe di Bassano, con il quale ebbe undici figli;
- Camillo Francesco Maria (21 febbraio 1622 – 26 luglio 1666), che divenne cardinale (1644) e quindi rinunciò alla porpora, con dispensa papale, per sposare Olimpia Aldobrandini, vedova Borghese, con la quale ebbe tre figli;
- Costanza Pamphili (1° gennaio 1629[17] – 3 aprile 1665), sposò Niccolò I Ludovisi, principe di Piombino, con il quale ebbe cinque figli.

## Ascendenza
|                                                           |                                                      |                              | Genitori |  |  | Nonni |  |  | Bisnonni |  |  | Trisnonni |  |
|                                                           |                                                      |                              |          |  |  |       |  |  | …        |  |  | …         |  |
|                                                           |                                                      |                              |          |  |  |       |  |  | …        |  |  | …         |  |
|                                                           |                                                      | …                            |          |  |  |       |  |  | …        |  |  |           |  |
| Andrea Maidalchini                                        |                                                      |                              |          |  |  |       |  |  | …        |  |  |           |  |
|                                                           |                                                      | …                            | …        |  |  |       |  |  |          |  |  |           |  |
|                                                           |                                                      | …                            | …        |  |  |       |  |  |          |  |  |           |  |
|                                                           |                                                      | …                            | …        |  |  |       |  |  |          |  |  |           |  |
| Sforza Maidalchini                                        |                                                      | …                            |          |  |  |       |  |  |          |  |  |           |  |
|                                                           |                                                      | …                            | …        |  |  |       |  |  |          |  |  |           |  |
|                                                           |                                                      | …                            | …        |  |  |       |  |  |          |  |  |           |  |
|                                                           |                                                      | …                            | …        |  |  |       |  |  |          |  |  |           |  |
| …                                                         |                                                      | …                            |          |  |  |       |  |  |          |  |  |           |  |
|                                                           |                                                      | …                            | …        |  |  |       |  |  |          |  |  |           |  |
|                                                           |                                                      | …                            | …        |  |  |       |  |  |          |  |  |           |  |
|                                                           |                                                      | …                            | …        |  |  |       |  |  |          |  |  |           |  |
| Olimpia Maidalchini, principessa di San Martino al Cimino |                                                      | …                            |          |  |  |       |  |  |          |  |  |           |  |
|                                                           | Sebastiano Gualterio (vescovo di Viterbo e Tuscania) | Raffaele "Il Moro" Gualterio |          |  |  |       |  |  |          |  |  |           |  |
|                                                           | Sebastiano Gualterio (vescovo di Viterbo e Tuscania) | Raffaele "Il Moro" Gualterio |          |  |  |       |  |  |          |  |  |           |  |
|                                                           | Sebastiano Gualterio (vescovo di Viterbo e Tuscania) | Giulia della Nebia           |          |  |  |       |  |  |          |  |  |           |  |
| Giulio Gualtiero                                          | Sebastiano Gualterio (vescovo di Viterbo e Tuscania) |                              |          |  |  |       |  |  |          |  |  |           |  |
|                                                           |                                                      | …                            | …        |  |  |       |  |  |          |  |  |           |  |
|                                                           |                                                      | …                            | …        |  |  |       |  |  |          |  |  |           |  |
|                                                           |                                                      | …                            | …        |  |  |       |  |  |          |  |  |           |  |
| Vittoria Gualtiero                                        |                                                      | …                            |          |  |  |       |  |  |          |  |  |           |  |
|                                                           |                                                      | Mattia Gherardi              | …        |  |  |       |  |  |          |  |  |           |  |
|                                                           |                                                      | Mattia Gherardi              | …        |  |  |       |  |  |          |  |  |           |  |
|                                                           |                                                      | Mattia Gherardi              | …        |  |  |       |  |  |          |  |  |           |  |
| Giulia Gherardi                                           |                                                      | Mattia Gherardi              |          |  |  |       |  |  |          |  |  |           |  |
|                                                           |                                                      | …                            | …        |  |  |       |  |  |          |  |  |           |  |
|                                                           |                                                      | …                            | …        |  |  |       |  |  |          |  |  |           |  |
|                                                           |                                                      | …                            | …        |  |  |       |  |  |          |  |  |           |  |
|                                                           |                                                      | …                            |          |  |  |       |  |  |          |  |  |           |  |